# Piscu Pietrei, Vâlcea

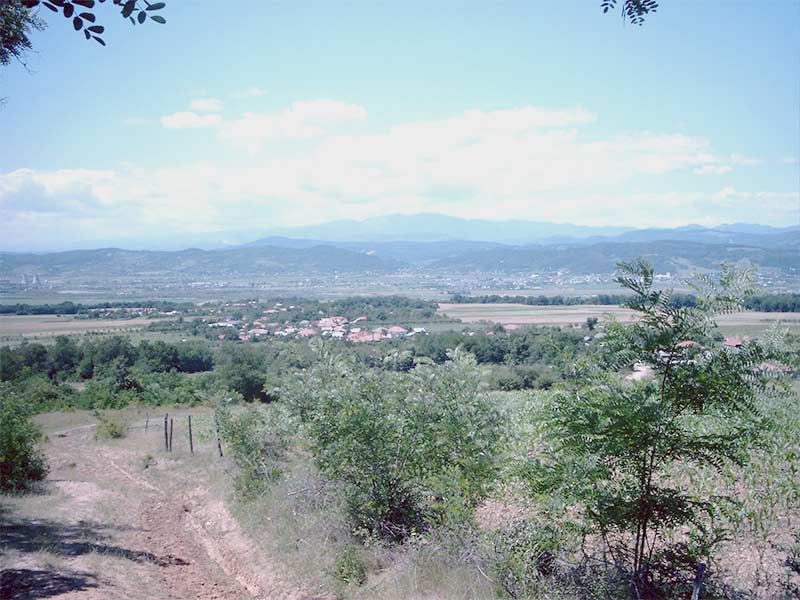
Piscu Pietrei

Piscu Pietrei este un sat în comuna Budești din județul Vâlcea, Muntenia, România. Se află la o înălțime de maxim 100 m.
 Acest articol despre o localitate din județul Vâlcea este deocamdată un ciot. Puteți ajuta Wikipedia prin completarea lui.